# Benoni Ambăruș
Benoni Ambăruș (ur. 22 września 1974 w Somușca) – rumuński duchowny katolicki, biskup pomocniczy Rzymu w latach 2021-2025, arcybiskup Matery-Irsiny i biskup Tricarico od 2025.

## Życiorys
Święcenia kapłańskie otrzymał 29 czerwca 2000 i został inkardynowany do diecezji Jass, jednak od początku pracował w diecezji rzymskiej, do której został oficjalnie przypisany w 2007. W latach 2001–2004 był wychowawcą w rzymskim seminarium duchownym. W 2017 został mianowany wicedyrektorem diecezjalnej Caritas, a rok później objął kierownictwo w tej organizacji.
20 marca 2021 papież Franciszek mianował go biskupem pomocniczym diecezji rzymskiej nadając mu stolicę tytularną Truentum. Sakry biskupiej udzielił mu 2 maja 2021 kardynał Angelo de Donatis, wikariusz generalny Rzymu. 18 czerwca 2025 papież Leon XIV mianował go arcybiskupem Matery-Irsiny i biskupem Tricarico. Uroczyste objęcie przez niego archidiecezji Matery-Irsiny odbyło się 19 lipca 2025, a diecezji Tricarico dzień później.